# Liga de Fútbol Norte de Santa Cruz
La Liga de Fútbol Norte de Santa Cruz (LFNSC) es una de las ligas regionales perteneciente a  la provincia de Santa Cruz en Argentina.
- Las Heras
- Perito Moreno
- Pico Truncado
- Puerto Deseado

Con sede en la ciudad de Caleta Olivia, organiza los campeonatos de la zona desde el año 1962. En agosto de 1971 el primer club santacruceño en disputar el Torneo Regional es el Atlético Talleres, de la ciudad de Caleta Olivia. Otros equipos liguistas han participado y participan de torneos federales como el Torneo Argentino B y Torneo del Interior.
Júnto con la Liga del Sur y la Liga del Centro conforman las ligas regionales de la provincia de Santa Cruz

## Historia
La entidad nació el 24 de septiembre de 1962 con la finalidad de agrupar a los distintos equipos (en la mayoría representantes de los diversos sectores ypefianos) que por aquel entonces participaban de los torneos que se desarrollaban durante los fines de semana. La Liga Norte de Santa Cruz nació a través de la inquietud de un grupo de jóvenes ypefianos que no se conformaban con los torneos semanales y las competencias anuales y aspiraban a contar con un ente que nucleara a todos los cuadros y paralelamente los representará. Fue entonces que las primeras reuniones de delgados se desarrollaron el Galpón de Calapari, ubicado en Cañadón Seco.Cuando finalizaba el año 1961, la Comisión Provisoria encabezada por Roberto Dacal inició las gestiones correspondientes ante la Municipalidad de Caleta Olivia para lograr la adjudicación de un terreno, donde se levantaría la sede social de la proyectada Liga de Fútbol. Luego de varios meses de espera se hizo realidad el sueño y los dirigentes futbolistas tuvieron el terreno ubicado en GÜemes y Maipú, donde actualmente funciona la entidad que rige la actividad.
NACIMIENTO OFICIAL.
El 24 de septiembre de 1962 quedó oficialmente conformada la Liga Norte de Santa Cruz, luego de varios meses de gestión por parte de las personas que creyeron en la concreción de este sueño donde poder agrupar a los distintos equipos en un ente oficial y que se encuentre afiliado a la A.F.A.Son numerosos los equipos que adhirieron a la Liga y naturalmente participado en los torneos que se han organizado en estos 34 años. Armonía, Cañadón Seco, atlético Talleres, Huracán del Sur, Unión Comercial, Gas del Estado, Deseado Juniors, San Lorenzo, Ferro de Puerto Deseado, Centro de Empleados YPF de Caleta Olivia, Santa cruz Norte, Cerro Norte, Saypem, Estrella del Sur, Estrella Norte, Mar del Plata,Independiente Rivadavia, Catamarca Fútbol Club, Olimpia Fútbol Club, Deportivo Gregores, Deportivo Las Heras, Juventud Unida de Pico Truncado, YPF de Pico Truncado y Rcing de Pico Truncado son las escuadras futboleras que figuran en las estadísticas de Liga Norte.

## Equipos participantes

### Caleta Olivia
Cuenta con 10 equipos:
- Club Atletico, Social y Deportivo Estrella del Norte
- Club Atletico Estrella del Sur
- Asociacion Civil, Atletica, Social y Deportiva Talleres
- Club Social y Deportivo Mar del Plata
- Catamarca Futbol Club
- Asociacion Deportiva, Social y Cultural Olimpia Juniors
- Club Social, Cultural y Deportivo Camioneros
- Club Atletico, Social y Deportivo Marcelo Rosales
- Asociacion Atletica Infantil Defensores de Pico Truncado
- Asociacion Estudiantes de Caleta Olivia Estudiantes

### Subsede Las Heras
La Subsede Las Heras cuenta con 4 equipos:
- Club Social y Deportivo Nocheros
- Club Social y Deportivo Las Heras
- Club Deportivo Halcones
- Club Social y Deportivo Juventus

### Subsede Noroeste
Cuenta con 5 equipos:
- Club Atletico San Lorenzo de Perito Moreno
- Club Social y Deportivo Rio Mayo
- Club Social y Deportivo Urbano
- Asociación Civil Estrellas del Valle
- San Francisco Fútbol Club de Los Antiguos

### Subsede Puerto Deseado
La Subsede Puerto Deseado cuenta con 6 equipos:
- Asociación Club Banfield de Puerto Deseado
- Club Deportivo Ferrocarriles del Estado
- Club Atletico San Lorenzo de Puerto Deseado
- Asociación Club Deportivo Deseado Junior´s
- Asociación Pibes Deseadenses
- Asociación Club Nueva Chicago de Puerto Deseado

## Nuevas incorporaciones
El 31 de enero de 2013, se propuso la incorporación de ingreso por parte de siete clubes a la liga: Olimpia FC de Caleta Olivia, Club Juventus de Las Heras, Club Deportivo Formosa de Las Heras, Club Lobo Jujeño de Las Heras, Club San Lorenzo de Perito Moreno, Club Atlético Portuario de Puerto Deseado y Deportivo Atlas de Caleta Olivia. La decisión fue que la mayoría de los presidentes de los actuales equipos afiliados optaron por un no rotundo.
Dado estas circunstancias, los dirigentes de los clubes que no fueron aceptados van a presentar su petición al Consejo Federal de AFA, donde van encuadrar y dar destino a su nota como una discriminación por parte de la liga.
Para el año 2014, la asamblea de Liga Norte aprobó incorporar nuevos clubes para la Liga de Fútbol Norte de Santa Cruz 2014, los cuales son: Olimpia FC de Caleta Olivia, Club Juventus de Las Heras, Club San Lorenzo de Perito Moreno y Club 13 de Diciembre de Pico Truncado elevando así la cantidad de clubes a 29, la más alta en la patagonia Austral.